# Ведущий (авиация)

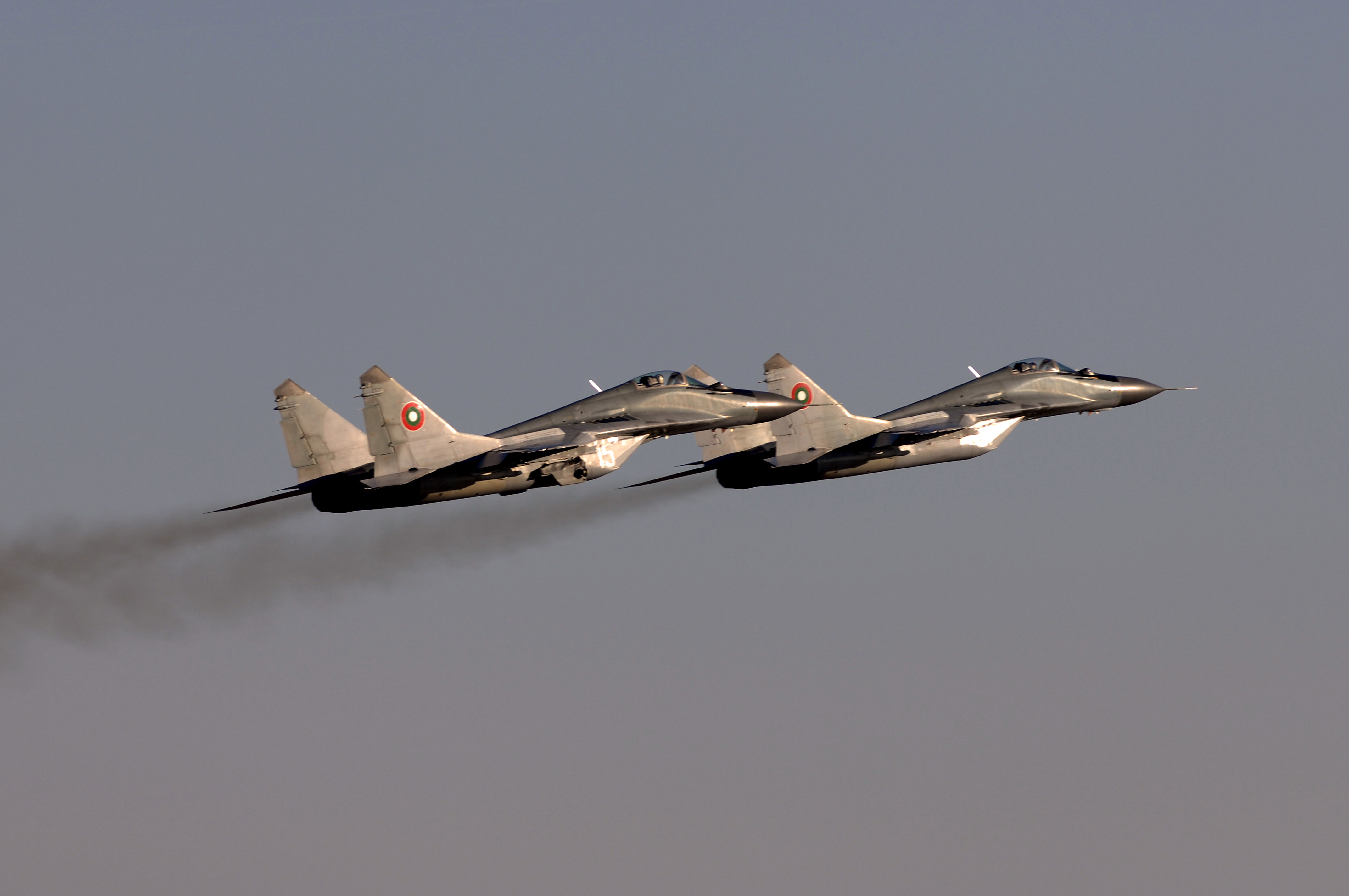
Два самолёта МиГ-29 в боевом порядке «пара» вылетают на задание по плану учений, аэродром Граф-Игнатьево, Болгария.

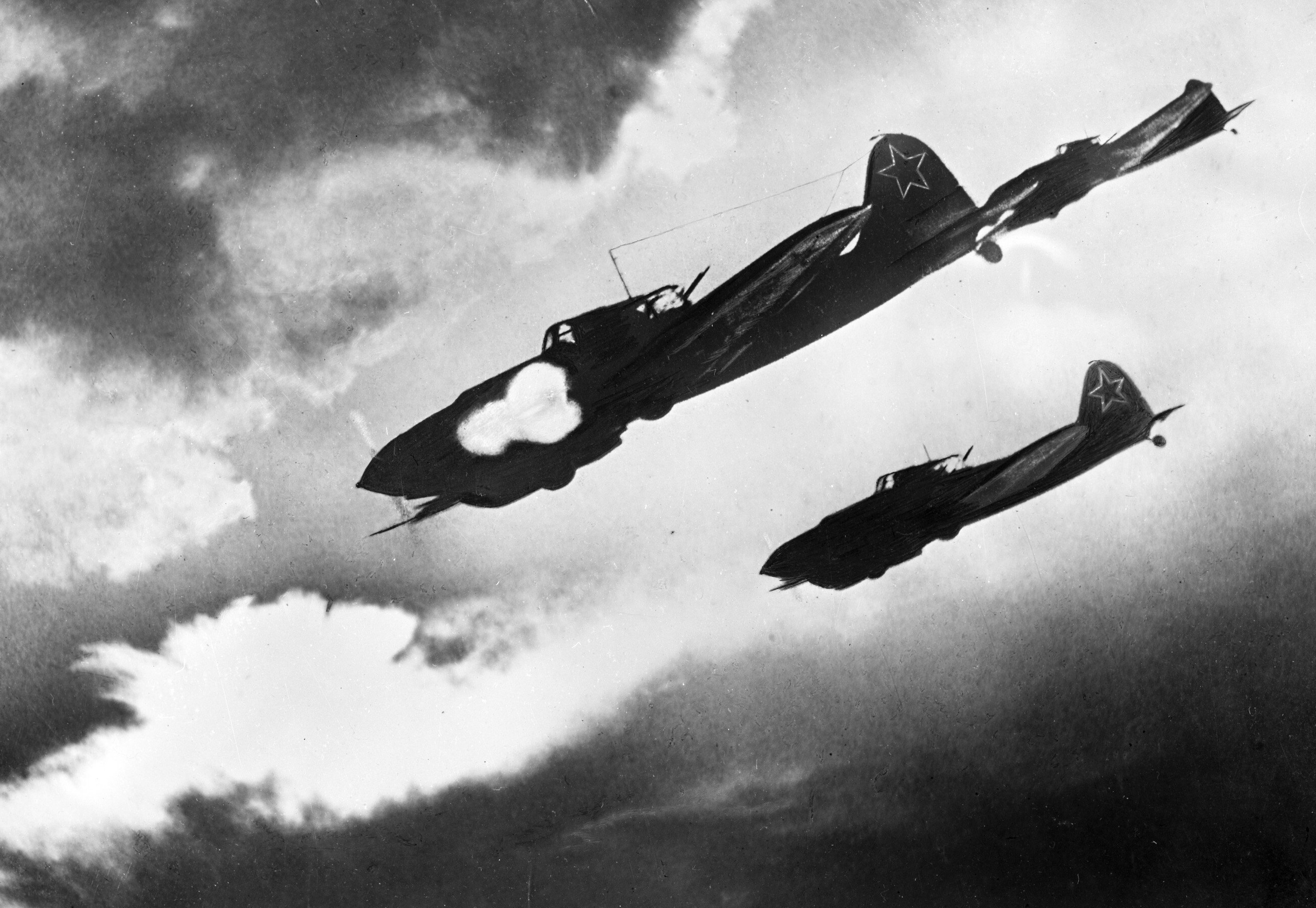
Штурмовка звеном «Ил-2.
Курская дуга, 1 июля 1943 года.

Ведущий — это лётчик, которому подчиняются другие лётчики (экипажи) при групповых полётах или полётах в боевых порядках. 
Ведущий — это командир формирования, а ведомый(-е) — это его подчинённый.

## История
В связи с развитием цивилизаций, научно-техническим прогрессом, появлением и развитием авиации, были придуманы и способы её использования, в том числе и в военном деле. Первоначально аэропланы (самолёты) использовались для разведки, наблюдения, корректировки огня, а позднее для бомбардировки сухопутного противника и завоевания превосходства в воздухе. Тактика использования аэропланов (самолётов) была заимствована из флота, и постоянно совершенствовалась. Одним из приёмов было использование летательного аппарата в группе, что потребовало распределение обязанностей во время полёта, так появились ведущий и ведомый, и правила их взаимодействия в полёте.

## Правила групповых полётов[1]
НПП-88:
- Ст. 245. Групповые полёты выполняются в боевых или полётных порядках. Параметры боевого (полётного) порядка группы устанавливаются командиром группы в зависимости от цели полёта.
- Ст. 246. Интервал и дистанция, превышение или принижение ведомого относительно ведущего (впереди летящего) самолёта устанавливаются такими, чтобы ведомые не попадали в спутный след (струю) самолёта ведущего и имели благоприятные условия для наблюдения за ним.
- Ст. 247. Групповой полёт должен выполняться под управлением командира (ведущего), находящегося в составе группы. Для повышения надёжности управления группой в полёте назначается заместитель командира группы. В случае когда командир (ведущий) группы не может исполнять свои обязанности, заместитель командира обязан принять командование группой на себя.
- Ст. 248. При выполнении дозаправки топливом в воздухе командиром группы является командир экипажа дозаправляемого самолёта. Он подает команды на выдерживание режима дозаправки, принимает решение на выполнение дозаправки, разрешает экипажу самолёта-заправщика выполнение эволюций для выдерживания заданного маршрута, дает команду на прекращение дозаправки.

## Обязанности ведущего[2]
Ст. 249. Ведущий в полёте обязан:
- управлять группой по радио (эволюциями самолёта) от начала запуска двигателей и до заруливания на стоянку после посадки самолётов;
- знать положение самолётов в боевом (полётном) порядке, условия полёта и контролировать действия своих ведомых в процессе всего полёта;
- выдерживать режим полёта, обеспечивающий ведомым сохранение своего места в боевом (полётном) порядке и безопасное маневрирование, предупреждать при необходимости ведомых о характере предстоящего манёвра;
- уделять при вводе в разворот и в процессе разворота больше внимания ведомым, находящимся с внутренней стороны разворота, а при выводе из разворота — ведомым, находящимся с его внешней стороны;
- вести осмотрительность, сохраняя ориентировку, оценивать воздушную и метеорологическую обстановку;
- назначать при необходимости экипаж для сопровождения вышедшего из боевого (полётного) порядка самолёта;
- контролировать при необходимости запросом по радио остаток топлива на самолётах ведомых экипажей;
- передавать эволюциями самолёта управление группой своему заместителю при отказе самолётной радиостанции.

Ст. 250. Ведущему запрещается выполнять полёт в метеоусловиях более сложных, чем позволяет уровень подготовки ведомых экипажей.